# Eutelia geyeri
Eutelia geyeri là một loài bướm đêm trong họ Noctuidae.